# Rohrbach Roland
Rohrbach Ro VIII Roland là một loại máy bay chở khách, chế tạo ở Đức trong thập niên 1920.

## Tính năng kỹ chiến thuật
Dữ liệu lấy từ Munson 1982, p.53
Đặc điểm tổng quát
- Kíp lái: 2
- Sức chứa: 10 hành khách
- Chiều dài: 16.10 m (52 ft 10 in)
- Sải cánh: 26.30 m (86 ft 4 in)
- Diện tích cánh: 89.0 m2 (958.0 ft2)
- Trọng lượng có tải: 7.150 kg (15.763 lb)
- Powerplant: 3 × BMW IV, 170 kW (230 hp) mỗi chiêc

Hiệu suất bay
- Vận tốc hành trình: 175 km/h (110 mph)
- Tầm bay: 1.500 km (930 dặm)
- Trần bay: 4.000 m (13.000 ft)